# 4822 Karge
4822 Karge este un asteroid din centura principală, descoperit pe 4 octombrie 1986 de Edward Bowell.